# Urunani Basketball Club
Le Urunani Basketball Club est un club burundais de basket-ball basé à Bujumbura. Surnommée « Sisi Wenyewe », l'équipe évolue dans le championnat du Burundi. Depuis 1979, Urunani a remporté 15 titres de champions nationaux (certaines années le championnat national n'a pas eu lieu pour plusieurs raisons).

## Palmarès
| Compétitions nationales | Compétitions internationales                                                          |
| - Championnat du Burundi (15) : - Champion : 2012, 2013, 2014 et 2022 - Vice-champion : 2019, 2023 - Coupe des Héros (3) : - Vainqueur : 2019, 2021, 2022 - Super Coupe (1) : - Vainqueur : 2020 | - Championnat de FIBA Africa Zone 5 (3) : - Vainqueur : 2011, 2013 et 2014            |
| - Championnat du Burundi (15) : - Champion : 2012, 2013, 2014 et 2022 - Vice-champion : 2019, 2023 - Coupe des Héros (3) : - Vainqueur : 2019, 2021, 2022 - Super Coupe (1) : - Vainqueur : 2020 | Compétitions regionales                                                               |
| - Championnat du Burundi (15) : - Champion : 2012, 2013, 2014 et 2022 - Vice-champion : 2019, 2023 - Coupe des Héros (3) : - Vainqueur : 2019, 2021, 2022 - Super Coupe (1) : - Vainqueur : 2020 | - Association des clubs de basket-ball amateurs de Bujumbura (1) : - Vainqueur : 2017 |